# Jornalismo investigativo
Jornalismo investigativo, de investigação ou reportagem investigativa refere-se à prática de reportagem especializada em desvendar mistérios e fatos ocultos do conhecimento público, especialmente crimes e casos de corrupção, que podem eventualmente virar notícia. Em muitos casos, os jornalistas investigativos são questionados sobre os métodos utilizados na prática profissional. Um exemplo é o uso de câmera oculta, embora na Europa e no Brasil seja uma prática assegurada por lei.
A história do jornalismo investigativo é marcada por conflitos políticos e perigosos. O jornalismo investigativo é conhecido, especialmente, por desvendar atos ilícitos, divulgar informações que poderes públicos pretendem esconder, mostrar como funcionam esses órgãos e relatar aos eleitores sobre o desempenho dos políticos.
O Código de Ética dos Jornalistas assegura o direito ao profissional de divulgar qualquer informação que seja de interesse público. No entanto, há conflito quando se restringe a divulgação da imagem (rosto) de qualquer pessoa envolvida na investigação, tendo sido utilizado contra os jornalistas em processos judicias, no Brasil tendo sido de entendimento do Superior Tribunal de Justiça em um caso específico, de que a liberdade de imprensa não é um direito absoluto.

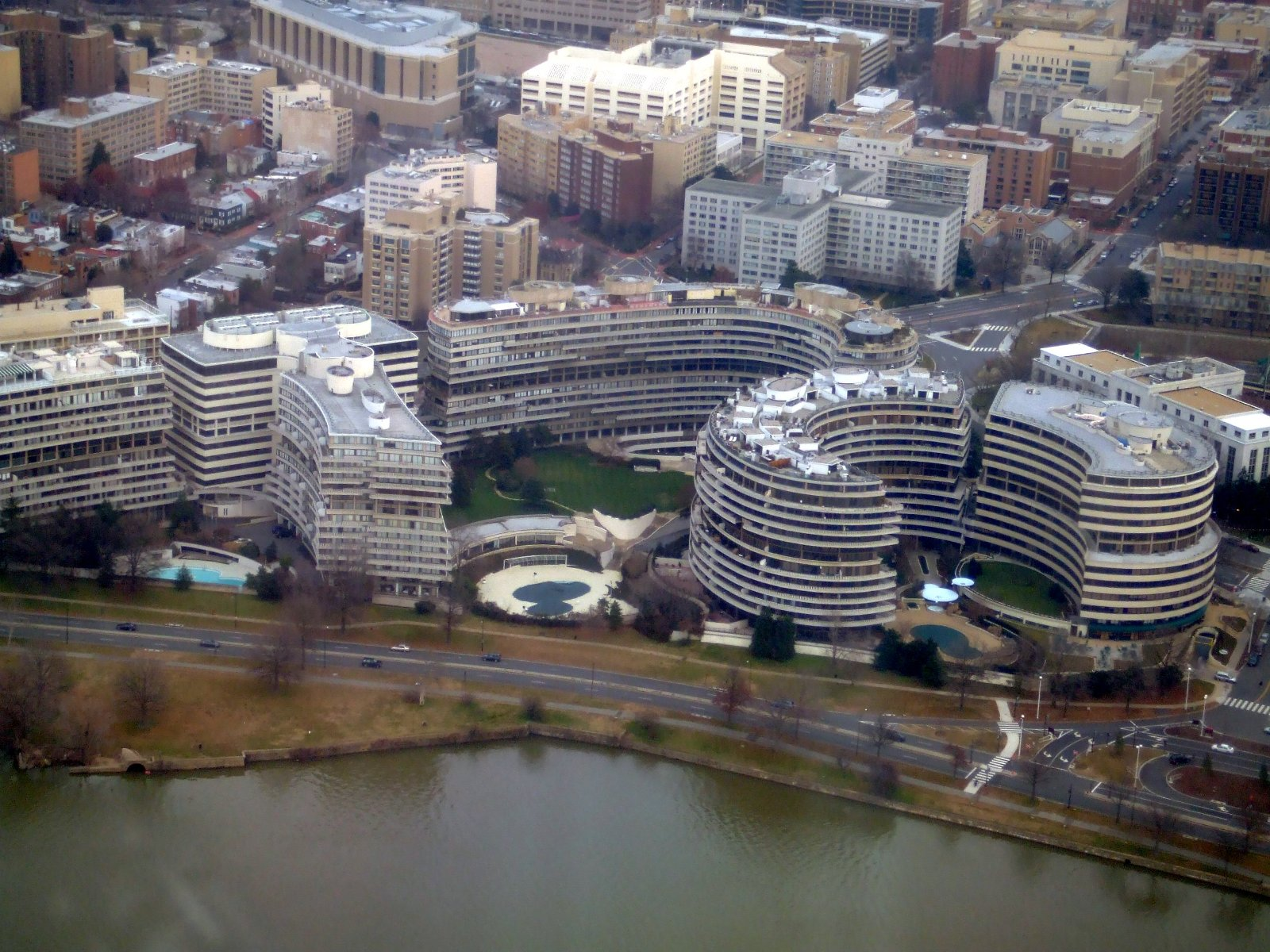
O Complexo Watergate.

Um dos marcos do jornalismo investigativo é o Caso Watergate, quando dois repórteres do jornal The Washington Post foram incansáveis em uma investigação que retirou do poder o ex-presidente dos Estados Unidos, Richard Nixon.
O jargão jornalístico para notícias publicadas em primeira mão é "furo", que é muitas vezes fruto do trabalho do jornalismo investigativo. Alberto Dines, comentando sobre a imprensa, declarou que "Todo jornalismo é investigativo, ou não é jornalismo. Donde se conclui que o que lemos, ouvimos e vemos todos os dias na imprensa não é jornalismo".
A reportagem investigativa se refere a uma prática jornalística particular cujo processo se diferencia das rotinas de trabalho convencionais pela pesquisa aprofundada, além do método de apuração, técnicas e recursos específicos. Distingue-se ainda pelo tema pautado, por seu conteúdo final (às vezes até no formato), como produto, narrativa, discurso, isto é, produz um conhecimento diferenciado. Uma forma diferente de compreendê-la prioriza as consequências causadas a partir da divulgação do trabalho, em detrimento dos métodos escolhidos. Este tipo de reportagem está relacionado a uma ideia de “jornalismo da indignação”, defendida pelo pesquisador norte-americano David Process e enfatiza o impacto provocado com a divulgação em vez necessariamente dos procedimentos. Nesta abordagem, a preocupação maior estaria com a relação entre o jornalismo, a opinião pública e a formulação de políticas públicas.
Pela possibilidade de aperfeiçoamento democrático, a reportagem investigativa reúne as mais altas expectativas sobre o trabalho das organizações jornalísticas. Por vezes também chamada de “reportagem especial” ou “grande reportagem”, esta prática passou a ser denominada como reportagem investigativa a partir dos anos 1970, com a criação nos Estados Unidos do investigative journalism, o “jornalismo investigativo". Este tipo de reportagem pode ser encontrado nas páginas dos jornais brasileiros desde meados da década de 1970. Por serem produções de fôlego que procuram a mais completa versão da realidade, caracterizam-se por ser resultado de uma atividade coletiva. Todo o processo que envolve o trabalho, da sugestão de pauta à edição do material, costuma contar com o envolvimento de diferentes profissionais, entre repórteres, fotógrafos(as), designers, além de consultoria para retaguarda jurídica. 
O tempo de duração, normalmente mais alongado se comparado aos outros formatos jornalísticos, também costuma ser atribuído como um dos elementos diferenciais, assim como a complexidade da produção e das circunstâncias envolvidas.

## História
O jornalismo investigativo surge nos Estados Unidos, pós-Segunda Guerra Mundial, a partir de 1955. Os jornalistas norte-americanos passaram a exercer postura crítica ao governo dos EUA, em consequência da participação na Guerra do Vietnã. As reportagens dessa época foram veiculadas principalmente pelas revistas Life e Look.
Richard Nixon, apesar de tentar evitar que a Guerra do Vietnã tirasse sua popularidade, acabou envolvido em um dos maiores escândalos político que passou a ser conhecido como o Caso Watergate.
Em 18 de junho de 1972, o caso que envolvia o presidente dos EUA, Richard Nixon, marcou o jornalismo investigativo. O episódio ocorreu quando membros do Partido Republicano (Estados Unidos) tentaram instalar um sistema de espionagem na sede do Partido Democrata e foram descobertos. Isso selou a derrota política de Nixon, o qual sofreu um processo de impeachment que não chegou ao final, pois ele renunciaria antes. A publicação da reportagem política foi veiculada pelo diário The Washington Post, de autoria de dois jornalistas até então pouco conhecidos, Carl Bernstein e Bob Woodward. A investigação começou depois que cinco homens foram presos em 16 de junho de 1972 por tentarem instalar aparelhos de espionagem na sede do comitê do Partido Democrata, no edifício Watergate, em Washington. O processo de apuração levou os jornalistas à Casa Branca e ao coordenador de segurança do comitê para a reeleição do presidente Richard Nixon. Com o abalo da imagem frente à opinião pública, o presidente Nixon renunciou ao cargo. O caso foi relatado no livro Todos os Homens do Presidente e também ganhou as telas do cinema (1976).
A reportagem investigativa ganhou alcance e visibilidade após a investigação do Washington Post no caso Watergate. Também passou a ser associada ao termo muckrakers, ligado àqueles que mexem com a lama ou “cavadores de informação” e watchdog (algo como jornalismo “cão de guarda”), como Silvio Waisbord retrata no livro Watchdog journalism in South America: news, accountability and democracy. Ele prefere “jornalismo cão de guarda” a “jornalismo investigativo”. Este tipo de prática ainda não é tão disseminada na história da imprensa da América do Sul, como nas experiências norte-americanas e europeias. Isto se deve a fatores como de ordem econômica, política e social. A instabilidade política e a violência de Estado dificultaram a adoção do modelo norte-americano de jornalismo em países da América do Sul. Por isso, menciona na introdução da obra que sua intenção não é apenas entender as relações entre mídia e democracia na região, mas também contribuir para os estudos comparativos internacionais sobre o tema.
Os administradores do prêmio Pulitzer, em 1964, consolidaram o jornalismo investigativo ao premiarem o jornal Philadephia Bulletin por uma reportagem investigativa que denunciava casos de corrupção policial na cidade. E em 1989, o mesmo prêmio foi dado ao Atlanta Journal of Constitution, por sua série de reportagem "The color of money", de Bill Dedman, que denunciava a discriminação racial nas instituições de crédito em Atlanta.
No mesmo período o Brasil vivia o período da ditadura e a imprensa estava sob censura, inclusive instalada nas próprias redações. Apenas em 1974 o governo dá inicio a Abertura política. Contudo, somente dois anos depois, ocorre a suspensão da censura. A partir daí podemos conhecer o jornalismo investigativo. Através de uma matéria publicada pelo Estadão intitulada “Assim vivem os nossos superfuncionários”, tornando o que era até aquele momento invisível aos olhos de todos. A matéria denunciou a corrupção do setor público e mostrou os privilégios e regalias dos ministros e altos funcionários da corte instalada em Brasília e capitais federais.
Em 1979, a revista Veja publicou a reportagem investigativa "Descendo aos Porões", do repórter Antônio Carlos Fon, que tratava de um tema que até então era proibido no Brasil, a tortura.

## Características do jornalismo investigativo
A classificação do jornalismo investigativo como uma área especializada do jornalismo é motivo de controvérsias. Alguns jornalistas, especialmente os das antigas gerações, consideram que, por sua natureza, toda reportagem é investigativa, pois em essência envolve a apuração dos fatos, sua edição e posterior divulgação.
Entretanto, para muitos jornalistas e pesquisadores da área, trata-se de uma modalidade especializada de jornalismo, calcada em características específicas e que se diferencia da rotina habitual das redações pelos seguintes aspectos:
- a investigação minuciosa dos fatos, pelo tempo que for necessário, até elucidar todos os meandros, possíveis ângulos, pontos de vista e personagens envolvidos em determinado assunto;
- a disponibilidade de recursos específicos: tempo, dinheiro, paciência, talento e sorte;
- a precisão das informações (o jornalismo investigativo é também conhecido como jornalismo de precisão), implicando a exatidão dos termos utilizados, e a ausência de distorções ou citações fora de contexto;
- o tempo como um fator importante para a elaboração de uma reportagem investigativa, uma vez que tem uma lógica de produção diferenciada;[15]
- o enfoque dos conteúdos investigativos costumam privilegiar questões sociais e de interesse público.[18]

Existem três características básicas que definem o exercício do jornalismo investigativo, são essas:
- a elaboração da investigação deve ser realizada, preferencialmente, pelo jornalista, e não por outras áreas, como a justiça, a polícia e interessados;
- a investigação se realiza por meio da superação de tentativas de obstáculos e empecilhos por parte de algum poder interessado em esconder informações;
- os temas são de interesse público, deixando de lado a vida privada das pessoas.[2]

Esta reportagem não privilegia as fontes oficiais e busca se basear na informação exclusiva, prioriza fontes primárias e documentos originais. Uma das formas deste tipo de trabalho se manifesta a partir do Jornalismo Guiado por Dados, um recurso inicialmente chamado de RAC – Reportagem Assistida por Computador, permitido com a disseminação das leis de transparência, como a Lei de Acesso à Informação (LAI), que entrou em vigor em 2012. A primeira reportagem no sistema RAC teve à frente o jornalista estadunidense Philip Meyer, sobre manifestações na cidade de Detroit, em 1967. À época, o jornalista desenvolveu a reportagem The People Beyond 12th Street (vencedora do Prêmio Pulitzer) publicada no jornal Detroit Free Press. Utilizava métodos quantitativos de pesquisa das Ciências Sociais para conhecer as causas e perfis dos participantes de confrontos com a polícia numa comunidade afro-americana.
A partir de então, as técnicas se disseminaram. Em 1964, o Prêmio Pulitzer, o mais famoso do jornalismo norte-americano, passou a ter uma nova categoria, intitulada Investigative Reporting ou Reportagem Investigativa contribuindo para a propagação universal da terminologia. Para a professora e pesquisadora Cleofe Monteiro de Sequeira, autora do livro referencial para os estudos sobre o tema no Brasil - Jornalismo Investigativo, o fato por trás da notícia (2005), é o processo de trabalho do/a repórter que diferencia a reportagem investigativa dos outros tipos de reportagem. Como o caráter investigativo é considerado inerente à atividade jornalística, alguns compreendem um pleonasmo na utilização do termo “reportagem investigativa”. Apesar de qualquer prática jornalística não prescindir de investigação, na reportagem definida como investigativa há diferenciações, desde uma apuração minuciosa, envolvendo muitas vezes riscos e ameaças, à apresentação do resultado final.
Como trata geralmente de denúncias de governos, irregularidades, flagrantes, ações ilegais, escândalos políticos, o rigor jornalístico costuma ser maior. No Brasil, a noção de reportagem investigativa encontra resistência por parte de profissionais que atuam nas redações. Esbarra numa concepção baseada na ideia de que toda a reportagem é investigativa por natureza, ignorando as especificidades envolvidas neste tipo de modalidade. Esta confusão tem respaldo num posicionamento do escritor e jornalista colombiano Gabriel García Márquez. Durante a 52ª Assembleia da Sociedade Interamericana de Imprensa, em Los Angeles, Califórnia, em 7 de outubro de 1966, ele disse que a investigação não é um especialidade do ofício, mas que todo o jornalismo é investigativo por definição. Márquez é um dos autores mais citados na defesa da não separação entre jornalismo e jornalismo investigativo.

### Áreas de atuação
O jornalismo investigativo, em geral, se concentra na investigação de crimes, como por exemplo a fraude numa licitação ou concorrência, o desvio de verbas públicas, o contrabando de pedras preciosas, crimes ambientais praticados pelas madeireiras, ou a prostituição de menores.
Roberto Cabrini, da RecordTV, um dos mais respeitados repórteres televisivos da atualidade, diz que "é necessário ousadia mas com responsabilidade para fazer as melhores reportagens". Ousadia e responsabilidade pautam o trabalho do jornalista.
Entretanto, alguns jornalistas se notabilizaram por adaptar a linguagem precisa, a investigação e o tratamento justo das informações, peculiaridades do jornalismo investigativo, para investigações em outras áreas que nada têm a ver com a esfera política ou com a policial.
O repórter Marcelo Canellas, da TV Globo, por exemplo, esmiúça as brechas da sociedade e da cultura brasileira. O próprio Canellas afirma que:
"Os fatos, os acontecimentos, os fenômenos, não aparecem diante de nós como algo íntegro e totalizado. O processo do conhecimento pressupõe a coleta desses fragmentos da vida e sua conexão com antecedentes e consequências para que o fato seja apreendido na sua totalidade."

## Formatos de reportagem investigativa
Os teóricos Bill Kovac e Tom Rosentiel detectaram, em suas pesquisas, diferentes formatos da reportagem investigativa e apontam três tipos distintos:
- Original - É aquela que envolve os próprios repórteres na descoberta e documentação de atividades até então desconhecidas do público. Segundo a teórica Cleofe Monteiro de Sequeira (2005), "esse tipo de reportagem quase sempre acaba em investigações públicas oficiais sobre o tema denunciado".[24] No caso, os repórteres investigativos podem usar táticas similares ao trabalho investigativo policial, como consultar documentos públicos, usar informantes e, dependendo das circunstâncias, até fazer trabalho secreto.
- Interpretativa - Tem como principal diferencial ante a reportagem investigativa original o fato de que, enquanto a original revela informação inédita, a interpretativa surge como resultado de uma reflexão cuidadosa e analítica, fornecendo ao público um melhor entendimento do que se passa e normalmente envolve assuntos mais complexos ou um conjunto de fatos e revela uma nova forma de olhar para um acontecimento.
- Sobre investigação - Trata-se de um desdobramento recente do conceito. Esse tipo de reportagem origina-se da descoberta do vazamento de informação de uma investigação oficial em andamento ou em processo de preparação por outras fontes, geralmente agências governamentais.

## Estratégias e Fontes de Apuração

### Estratégias de Apuração
O processo de apuração da notícia é o que diferencia o jornalismo investigativo dos outros gêneros jornalísticos. Durante a apuração, o jornalista investigativo utiliza-se de algumas estratégias para obter informações.
A infiltração é uma estratégia comumente utilizada por repórteres investigativos. Durante a infiltração, o repórter omite sua identidade, e se insere no centro dos acontecimentos a fim de apurar os fatos de maneira direta. Uma variação desta técnica é converter em fonte de informação uma pessoa que tenha acesso a locais e documentos importantes para a investigação jornalística. Nessas situações, geralmente, o nome da fonte é preservado. Na legislação brasileira não há impedimento legal para este tipo de prática, uma pessoa tem o direito de gravar a própria conversa, mesmo que os demais interlocutores não estejam cientes da gravação.
O uso de grampos e câmeras ocultas é outra estratégia utilizada durante a apuração jornalística investigativa. Com o objetivo de obter informações confidenciais, o jornalista grava conversas telefônicas e/ou utiliza-se de câmeras escondidas, sem o consentimento dos envolvidos. Essa prática causa controvérsia entre profissionais do jornalismo e é considerada antiética por muitos deles. Contudo, é comum que conversas gravadas por terceiros sejam vazadas pela imprensa.